# Puntate de La scogliera dei misteri
La prima stagione della miniserie televisiva drammatica franco-belga La scogliera dei misteri (Jugée coupable), composta da 6 puntate da 52 minuti ciascuna, è stata trasmessa in Belgio su La Une dal 25 luglio all'8 agosto 2021, nella Svizzera romanda su RTS Deux dal 13 al 27 agosto 2021 e in Francia su France 3 dal 17 al 31 agosto 2021.
In Italia la stagione è andata in onda su Rai 1 ogni martedì dal 12 al 26 aprile 2022 con due puntate in tre prime serate.
| n° | Titolo originale | Titolo italiano | Prima TV       | Prima TV       | Prima TV       | Prima TV       |
| n° | Titolo originale | Titolo italiano | Belgio         | Svizzera       | Francia        | Italia         |
| -- | ---------------- | --------------- | -------------- | -------------- | -------------- | -------------- |
| 1  | Épisode 1        | Episodio 1      | 25 luglio 2021 | 13 agosto 2021 | 17 agosto 2021 | 12 aprile 2022 |
| 2  | Épisode 2        | Episodio 2      | 25 luglio 2021 | 13 agosto 2021 | 17 agosto 2021 | 12 aprile 2022 |
| 3  | Épisode 3        | Episodio 3      | 1º agosto 2021 | 20 agosto 2021 | 24 agosto 2021 | 19 aprile 2022 |
| 4  | Épisode 4        | Episodio 4      | 1º agosto 2021 | 20 agosto 2021 | 24 agosto 2021 | 19 aprile 2022 |
| 5  | Épisode 5        | Episodio 5      | 8 agosto 2021  | 27 agosto 2021 | 31 agosto 2021 | 26 aprile 2022 |
| 6  | Épisode 6        | Episodio 6      | 8 agosto 2021  | 27 agosto 2021 | 31 agosto 2021 | 26 aprile 2022 |

## Episodio 1
- Titolo originale: Épisode 1

### Trama
Lola Brémond è una giovane donna di ventisei anni che vive a Bordeaux, viene chiamata in Bretagna per un colloquio di lavoro presso un hotel. Si presenta a questo hotel dato che la prospettiva lavorativa le sembra interessante. Una volta arrivata lì scopre che nessuno dell'hotel l'aveva contattata; qualcuno l'ha attirata lì con l'inganno. Lola poco dopo aver scoperto che per lei non c'era nessun colloquio di lavoro, riceve un SMS sul cellulare. Il mittente è un tale Rémi Pérec e Lola si presenta a casa sua.
- Ascolti Belgio: telespettatori 324 324 – share 22,4%[8].
- Ascolti Francia: telespettatori 3 377 000 – share 16,2%[9].
- Ascolti Italia: telespettatori 3 688 000 – share 16,70%[10].

## Episodio 2
- Titolo originale: Épisode 2

### Trama
Lola quando arriva a casa di Rémi Pérec lo trova in fin di vita. Qualcuno forse lo ha ucciso per impedirgli di parlare proprio con Lola. Tra l'altro dai giornali viene a conoscenza che venticinque anni prima, proprio nel paese dove adesso si è recata, era morta una donna di nome Manon Jouve, molto giovane che le somigliava  tantissimo, così inizia a pensare che si tratti proprio della madre. Probabilmente Rémi è stato ucciso per evitare che le svelasse qualcosa riguardante Manon Jouve. Successivamente ha ottenuto di poter comparare il suo DNA con quello di Manon, la donna uccisa vent'anni prima ed era uscito fuori che era sua madre.
- Ascolti Belgio: telespettatori 324 324 – share 22,4%[8].
- Ascolti Francia: telespettatori 3 160 000 – share 16,4%[9].
- Ascolti Italia: telespettatori 3 688 000 – share 16,70%[10].

## Episodio 3
- Titolo originale: Épisode 3

### Trama
Lola si avvicina a Clément Neuville, che conduce le indagini. I due trascorrono momenti di grande intimità, ma, successivamente Clément scopre di essere stato ingannato proprio da Lola. I gendarmi scoprono e poi lo riferiscono a Clément che Lola era a conoscenza del fatto di essere stata adottata. La donna sapeva anche che la madre biologica era morta in circostanze violente. Clément si sente manipolato da Lola e pensa che quest'ultima si sia avvicinata a lui solo per il ruolo che ricopre.
Milo Jaouen ricatta Georges Battaglia. Georges Battaglia accoglie Lola nel suo albergo e le confida che anni prima aveva accolto anche Manon nel suo albergo e che le ha voluto bene più che ai suoi figli. La figlia Inés origlia la conversazione e si sfoga con il fratello.
- Ascolti Belgio: telespettatori 278 791 – share 19,3%[8].
- Ascolti Francia: telespettatori 3 383 000 – share 14,6%[11].
- Ascolti Italia: telespettatori 3 205 000 – share 14,40%[12].

## Episodio 4
- Titolo originale: Épisode 4

### Trama
Con il crescere delle tensioni con Clément, Lola si scusa con lui. Lei capisce di aver sbagliato anche se aveva delle buone ragioni, ma continua ad indagare. Lola inizia anche a sospettare chi potrebbe essere chi abbia ucciso la madre oltre vent'anni prima e riferisce ciò che ha scoperto alla polizia, ma le sue ricostruzioni non hanno nessun valore, in quanto non sono basate sulle prove ma solo su vecchie testimonianze di persone del posto. Tra l'altro Clément scopre la verità sul padre, che ha tenuto nascosto che molti anni prima ha avuto una relazione proprio con Manon. Clément ha scoperto la verità sul padre grazie a un diario che ha trovato.
Milo Jaouen viene trovato morto al cantiere navale e la polizia appura che l'ultima telefonata l'ha avuta con Georges Battaglia.
Lola continua a ricevere messaggi dal numero misterioso, uno dei quali la minaccia di fare la stessa fine della madre.
- Ascolti Belgio: telespettatori 278 791 – share 19,3%[8].
- Ascolti Francia: telespettatori 3 320 000 – share 15,6%[11].
- Ascolti Italia: telespettatori 3 205 000 – share 14,40%[12].

## Episodio 5
- Titolo originale: Épisode 5

### Trama
Lola Bremond arriva addirittura sul punto di morte, mentre Clément, ormai innamorato di lei, si mette sulle tracce dell'assassino che sembra riportare le indagini al punto di partenza. Dopo le incomprensioni passate, Lola e Clément si riavvicinano per scoprire insieme la verità. Finalmente le indagini sembrano ad un punto di svolta e l'assassino viene indicato nell'insospettabile Georges Battaglia, notabile, che si trova in ospedale in fin di vita. Quest'ultimo viene formalmente accusato dell'omicidio di Manon.
- Ascolti Belgio: telespettatori 224 441[8].
- Ascolti Francia: telespettatori 3 558 000 – share 15,1%[13].
- Ascolti Italia: telespettatori 3 266 000 – share 14,80%[14].

## Episodio 6
- Titolo originale: Épisode 6

### Trama
Secondo la polizia Georges Battaglia aveva prima aggredito Manon e poi un anno dopo, quando la ragazza era tornata, l'aveva uccisa per impedirle di raccontare la violenza che aveva subito. La famiglia Battaglia prende la notizia diversamente. Il figlio Eric crede alla colpevolezza del padre, mentre a figlia Inès Leroux, migliore amica all'epoca di Manon, si rifiuta di crederci. Lola e Clément, convinti di aver scoperto la verità, vivono insieme dei momenti felici. La polizia interroga Eric, a seguito di alcuni strani movimenti. Quest'ultimo è convinto della colpevolezza del padre, ma appare molto confuso. Improvvisamente l'interrogatorio viene interrotto per una notizia sconvolgente: Lola si trova in ospedale in fin di vita. Stravolto Clément si mette ad indagare per capire chi possa aver tentato di uccidere Lola, ma nel frattempo intuisce che forse l'assassino di Manon è ancora libero.
- Ascolti Belgio: telespettatori 224 441[8].
- Ascolti Francia: telespettatori 3 410 000 – share 16,3%[13].
- Ascolti Italia: telespettatori 3 266 000 – share 14,80%[14].